# Модин (мыс)
Модин (Пагода, Мо-Денг, Неграйс; бирм. Mawtin Zun; Nagaye Angu; англ. Cape Negrais) — мыс на территории Мьянмы, самая юго-западная точка страны. Административно относится к району Пантейн округа Иравади.
Мыс расположен на границе между Бенгальским заливом и Андаманским морем, в 193 километрах от индийской союзной территории Андаманские и Никобарские острова. От него берёт начало хребет Ракхайн.
На мысе расположен одноимённый город Модин (англ. Mawdin).